# Flussquantisierung
Als Flussquantisierung bezeichnet man den Effekt, dass der magnetische Fluss durch einen Ring aus supraleitendem Material nur ganzzahlige Vielfache des Flussquants betragen kann. Die Flussquantisierung ist eine Folge des Meißner-Ochsenfeld-Effektes.
Statt Flussquant sind auch die Bezeichnungen Fluxon und Fluxoid gebräuchlich.
Der Begriff Fluxon wird auch in der Diskretisierung der Magnetohydrodynamik mittels Finite-Elemente-Methode verwendet.

## Entdeckung und Nachweis

Versuchsaufbau von Doll und Näbauer: Ein auf einen Quarzstab (A) aufgedampfter Hohlzylinder aus Blei (B) hängt an einem Quarzfaden (D) und wird von einem externen Messfeld zu Torsionsschwingungen angeregt. Die Resonanz des Stabes in Abhängigkeit vom eingefrorenen Feld wird über einen Spiegel (C) mit einem Lichtzeiger vermessen.

Bereits 1957 wurde in der BCS-Theorie die Existenz von Cooper-Paaren vorausgesagt: Der experimentelle Beweis der Flussquantisierung wurde jedoch erst 1961 erbracht. An der Kommission für Tieftemperaturforschung der Bayerischen Akademie der Wissenschaften beschäftigten sich Robert Doll und Martin Näbauer mit der Flussquantisierung, an der Stanford University Bascom Deaver und William Fairbank Sr. Beide Gruppen kühlten Hohlzylinder aus Blei- bzw. Zinn mit Durchmessern im Bereich von 10 μm unter die Sprungtemperatur ab. Die Gruppe um Doll und Näbauer vermaß über eine Resonanzmethode das zum magnetischen Fluss und äußeren Feld proportionale Drehmoment des an einem Quarzfaden befestigten Hohlzylinders. Ihr Aufbau ist in der Abbildung rechts zu sehen.
Die Gruppe an der Stanford University versetzte den Zylinder in Schwingung und vermaß das Feld mit Pickup-Spulen. Die Ergebnisse beider Gruppen zeigten diskrete Werte für den eingefangenen Fluss.

## Flussquant im Supraleiter
Die Quantisierung des magnetischen Flusses kann man durch die quantenmechanische Betrachtung des im Supraleiter verteilten Stromflusses feststellen:
{\displaystyle \Phi _{n}=n\,{\frac {h}{2\,e}}\;} mit {\displaystyle n\in \mathbb {N} \,},
wobei h die Planck-Konstante und e die Elementarladung ist. Der magnetische Fluss ist also immer ein ganzzahliges Vielfaches des Flussquants
{\displaystyle \Phi _{0}={\frac {h}{2\,e}}=2{,}067\,833\,848\dotso \,\cdot 10^{-15}\,\mathrm {Wb} \,,}
wobei Wb für die Einheit Weber steht. Da für die Definition des Internationalen Einheitensystems (SI) die Konstanten h und e exakt festgelegt wurden, hat auch Φ0 einen exakten Wert.
Der Faktor {\displaystyle 2\,e} im Nenner der Formel bezeichnet eine doppelte Elektronenladung. Dies ist in Übereinstimmung mit dem BCS-Modell, welches Elektronenpaare (Cooper-Paare) als Ursache der Supraleitung ansieht.
Die Verteilung des Betrags des magnetischen Feldes {\displaystyle {\vec {B}}} eines einzelnen Flussschlauchs im Raum wird durch die Gleichung
{\displaystyle B(r)={\frac {\Phi _{0}}{2\,\pi \,\lambda ^{2}}}\,K_{0}\left({\frac {r}{\lambda }}\right)\approx {\sqrt {\frac {\lambda }{r}}}\,\mathrm {e} ^{-{\frac {r}{\lambda }}}}
beschrieben, wobei das Feld in Richtung der Achse des Flussschlauchs zeigt und {\displaystyle K_{0}(z)} die modifizierte Bessel-Funktion ist.

### Abrikossow-Turbulenz
Ein Flussquant im Sinne der Abrikossow-Turbulenz ist ein nadelförmiger Einkristall (Kern) in einem Supraleiter 2. Art, der von Supraströmen umgeben ist.
Das magnetische Feld durch solch einen Einkristall und dessen Nachbarschaft hat eine Größenordnung von etwa {\displaystyle \lambda _{L}\approx 100\,\mathrm {nm} } und ist durch die Phaseneigenschaften des magnetischen Vektorpotentials in der Quantenelektrodynamik quantisiert.

### Josephson-Turbulenz
Die Josephson-Turbulenz ist das Gegenstück zur Abrikossow-Turbulenz in kreisenden Supraströmen ohne physikalischen Kern in einem Supraleiter 2. Art. Der Kern ist in diesem Fall der mathematische Mittelpunkt des Kreises.
Das Inverse des Flussquants ist hierbei die Josephson-Konstante:
{\displaystyle K_{J}={\frac {1}{\Phi _{0}}}={\frac {2\,e}{h}}=4{,}835\;978\;484\;4...\cdot 10^{14}\,{\frac {\mathrm {Hz} }{\mathrm {V} }}}.
Ihr Wert ist ebenfalls exakt.

## Herleitung der Flussquantisierung
Der supraleitende Zustand ist ein quantenmechanischer Zustand, der sich über makroskopische Längenskalen erstreckt. Er kann daher durch eine makroskopische Wellenfunktion beschrieben werden:
{\displaystyle \psi ({\vec {r}})=\psi _{0}\,\mathrm {e} ^{\mathrm {i} \,S({\vec {r}})}}
Dabei wird (in quasiklassischer, also makroskopischer Näherung) davon ausgegangen, dass {\displaystyle \psi } eine konstante Amplitude {\displaystyle \psi _{0}} hat und nur die Phase S ortsabhängig ist. Für diese Wellenfunktion gilt die London-Gleichung
{\displaystyle {\vec {\jmath }}={\frac {n\,q\,\hbar }{m}}\operatorname {grad} S-{\frac {n\,q^{2}}{m}}{\vec {A}}.}
Infolge des Meißner-Ochsenfeld-Effekts verschwindet die magnetische Induktion {\displaystyle {\vec {B}}} im Inneren eines Supraleiters. Für den statischen Fall gilt {\displaystyle \operatorname {rot} {\vec {B}}=\mu {\vec {\jmath }}} (eine der Maxwellgleichungen), womit auch {\displaystyle {\vec {\jmath }}=0} für das Innere des Supraleiters folgt. Es gilt demzufolge
{\displaystyle {\frac {n\,q\,\hbar }{m}}\operatorname {grad} S={\frac {n\,q^{2}}{m}}{\vec {A}}.}
Fasst man die Konstanten zusammen und integriert beide Seiten entlang eines geschlossenen Weges C durch das Innere des Supraleiters, so erhält man
{\displaystyle \oint _{C}\operatorname {grad} S\cdot {\text{d}}{\vec {l}}={\frac {q}{\hbar }}\oint _{C}{\vec {A}}\cdot {\text{d}}{\vec {l}}.}
Die linke Seite beschreibt die Änderung der Phase {\displaystyle S} beim Durchlaufen des geschlossenen Weges {\displaystyle C}. Da die Wellenfunktion eindeutig ist, kann die Phasenänderung nur ganzzahlige Vielfache von 2 {\displaystyle \pi } betragen. Es gilt also
{\displaystyle \oint _{C}\operatorname {grad} S\cdot {\text{d}}{\vec {l}}=2\pi s,\quad s\in \mathbb {Z} .}
Nach dem Satz von Stokes gilt
{\displaystyle \oint _{C}{\vec {A}}\cdot {\text{d}}{\vec {l}}=\iint _{F}{\text{rot}}\,{\vec {A}}\cdot {\text{d}}{\vec {F}}=\iint _{F}{\vec {B}}\cdot {\text{d}}{\vec {F}}=\Phi ,}
wobei {\displaystyle F} eine durch {\displaystyle C} begrenzte Fläche ist und {\displaystyle \Phi } der magnetische Fluss durch diese Fläche. {\displaystyle \mathrm {d} {\vec {F}}} ist der Vektor mit dem Betrag {\displaystyle \mathrm {d} F} und der Richtung der äußeren Normale {\displaystyle {\vec {n}}} auf dem jeweils betrachteten Flächenelement. Es ergibt sich insgesamt
{\displaystyle \Phi ={\frac {h}{q}}s.}
Der Fluss durch einen supraleitenden Ring ist also quantisiert. Experimentell ergibt sich {\displaystyle q=-2e}, was darauf hindeutet, dass die Elektronen Paare, die sogenannten Cooper-Paare, bilden.

## Fluxon in der Magnetohydrodynamik
In der Magnetohydrodynamik (MHD) bezeichnet man mit Fluxon eine diskretisierte magnetische Feldlinie endlichen Betrags in einem Finite-Elemente-Modell. Hierbei wird versucht die Topologie des untersuchten Sachverhalts unter der Berücksichtigung begrenzter Rechenkapazitäten möglichst zu erhalten.